# 安達曼島蝴蝶魚
安達曼島蝴蝶魚，又稱黃蝴蝶魚，為輻鰭魚綱鱸形目蝴蝶魚科的其中一種。

## 分布
本魚分布於東印度洋區，包括馬爾地夫、印度、印尼等海域。

## 深度
水深0至10公尺。

## 特徵
本魚體近圓形，吻突出，體色為金黃色，頭部顏色略暗，有一條鑲白邊的黑色直條紋穿過眼睛，體側有數條淺褐色細橫紋。最明顯的特徵是尾柄處有一個鑲白邊的黑色眼斑枚。體長可達15公分。

## 生態
本魚主要棲息在珊瑚礁區，以珊瑚蟲為主食。

## 經濟利用
可做為觀賞魚。